# Fülemülesitke
A fülemülesitke (Acrocephalus melanopogon, régebben használatos nevén Lusciniola melanopogon vagy Calamodus melanopogon) a madarak osztályának verébalakúak (Passeriformes) rendjébe és a nádiposzátafélék (Acrocephalidae) családjába tartozó faj.

## Előfordulása
Európa és Ázsia déli részén él. Telelni Afrika északnyugati részére, Indiába és Arábiába vonul.

### Kárpát-medencei előfordulása
Márciustól októberig tartózkodik Magyarországon, rendszeres fészkelő. Állománya 600–1000 példány.

## Alfajai
- Acrocephalus melanopogon albiventris (Kazakov, 1974) – az Azovi-tenger partvidéke, Don alsó folyása, délkelet-Ukrajna és dél-Oroszország;
- Acrocephalus melanopogon melanopogon (Temminck, 1823) – dél-Európától kelet-Ukrajnáig, nyugat-Törökországig és északnyugat-Afrikáig;
- Acrocephalus melanopogon mimica (Madarász, 1903) – költési területe dél- és kelet-Törökország, Irak, dél-Oroszország (Volga alsó folyása), észak-Irántól Kazahsztánig, télen délkelet-Afganisztán, Pakisztán és északnyugat-India.

## Megjelenése
Testhossza 12–13 centiméter, szárnyfesztávolsága 15–17 centiméter, testtömege 10–17 gramm.

## Életmódja
Szúnyogokkal, árvaszúnyogokkal, vízilegyekkel, más vízirovarokkal és lárváikkal táplálkozik.

## Szaporodása

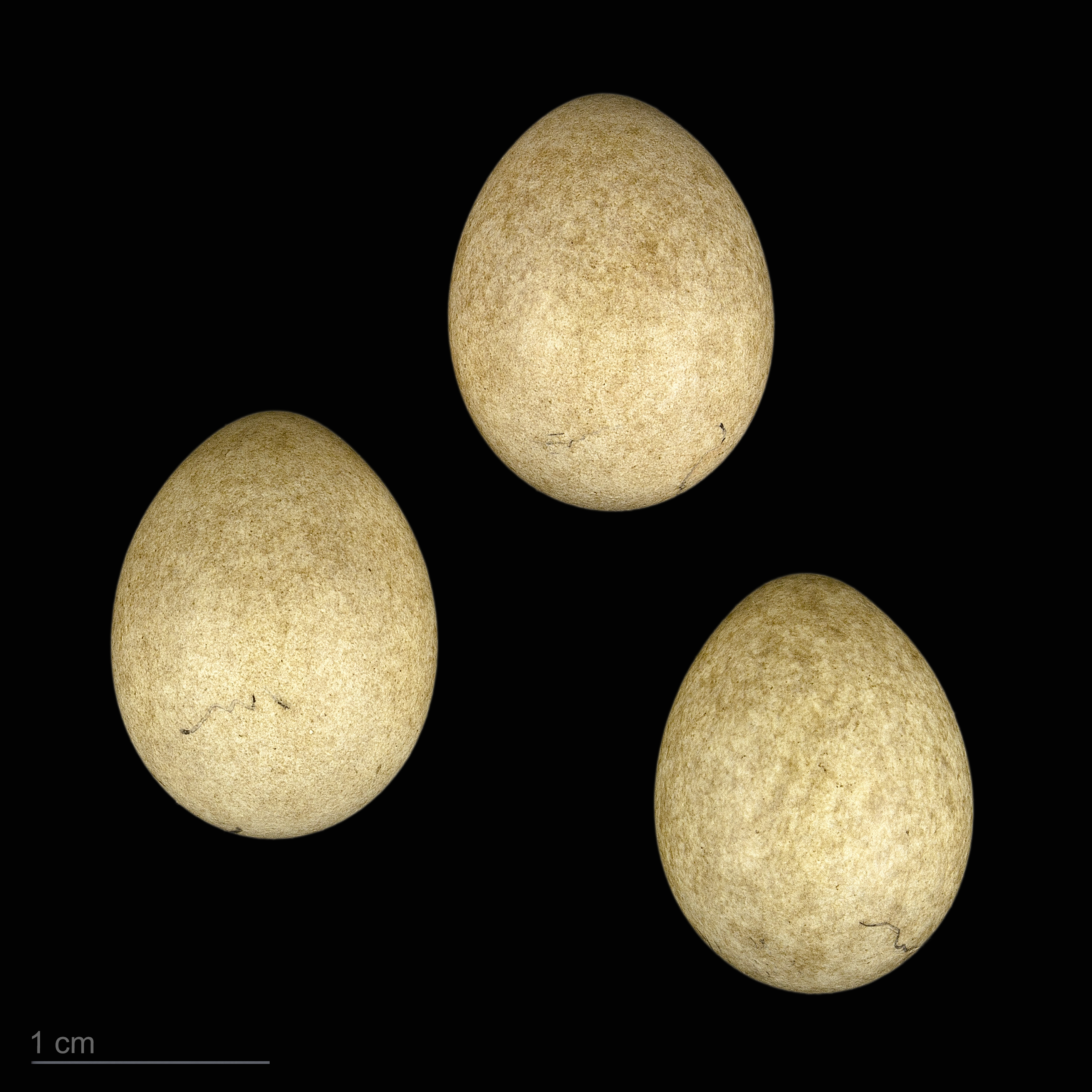
Tojásai

A sűrű nádasokban, a nádszálak közé készíti fészkét. Fészekalja 3–6 tojásból áll, melyen 13–15 napig kotlik. Évente kétszer rak fészket.

## Védettsége
A faj szerepel a Természetvédelmi Világszövetség listáján, még mint nem veszélyeztetett. Európában biztos állományú fajként tartják nyilván. Magyarországon védett, természetvédelmi értéke 50 000 Ft.